# Tajga

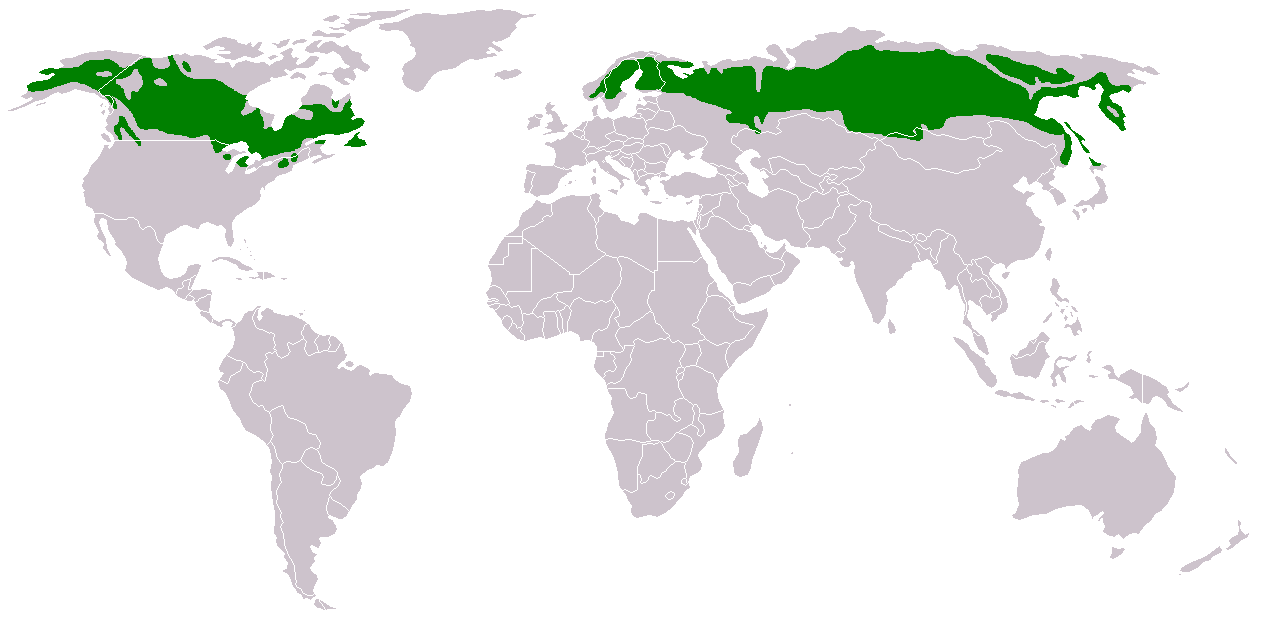
A tajga földrajzi elhelyezkedése a tundra és sztyepp között

A tajga a eurázsiai–boreális és észak-amerikai–boreális flóraterületének jellemző növénytársulása; döntően nagyon kis fajszámú tűlevelű erdő. A tajga a világ legnagyobb szárazföldi életközössége; elterjedése cirkumpoláris, azaz a sarkkör körüli. Észak-Amerikában Kanada, Alaszka és az Amerikai Egyesült Államok bizonyos más részei tartoznak ide, Eurázsiában pedig Svédország, Finnország, Norvégia és Oroszország egyes részei (kiváltképp Szibéria); továbbá Észak-Kazahsztán és Japán északi része (Hokkaidó). A déli féltekéről teljesen hiányzik.
Azokban a földtörténeti korokban, mikor a Bering-földhíd összekötötte Alaszkát és Kelet-Szibériát, számos állat- és növényfaj kölcsönösen megtelepedett a két szárazföldi részen, és hatalmas életközösséget hoztak létre. Az azonos nemből származó élőlények számos különböző fajra tagolódtak, és ezek a tajga más-más részein jutottak túlsúlyra. 
A tajga azon részein, amelyeket az igazán szélsőséges téli fagyok elkerülnek, a tűlevelűeken kívül megtalálhatóak bizonyos lombhullató növényfajok is, mint a nyír, az éger, a fűz, a nyárfa. Kelet-Szibéria legkeményebb hidegeivel viszont a lombhullató fák közül csak a vörösfenyő birkózik meg. A tajga öv déli peremén a tűlevelűek között elszórtan előfordulnak olyan lombhullató növények is, mint a tölgy, a juhar vagy a szil.

## Éghajlata és földrajzi helyzete

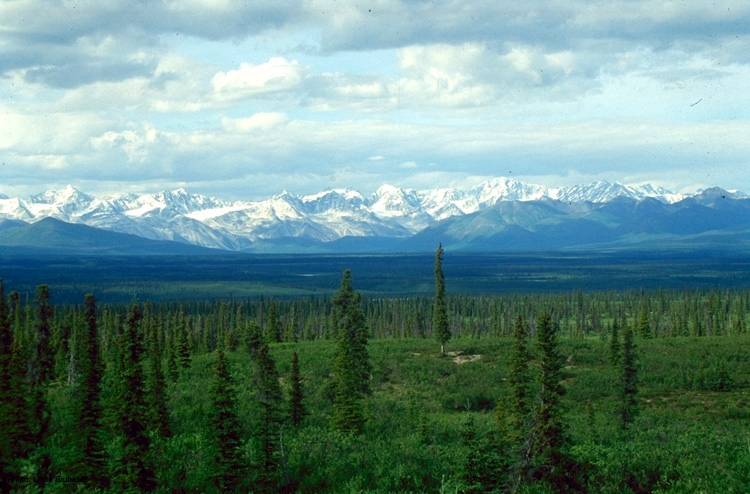
Az alaszkai tajga

### Hőmérséklet
A tajga életközösségét a Köppen-féle éghajlat-osztályozási rendszer Dfc-nek minősíti: olyan helyeken alakul ki, ahol a nyár túl rövid, a tél pedig túl hosszú ahhoz, hogy a lomblevelű erdők megéljenek. A területre jellemző a nyári és téli időszak nagy hőmérséklet-különbsége. A sarkvidéki területek és a tundra után a tajga a Föld leghidegebb területen kialakult életközössége. A Nap az év túlnyomó részében alig emelkedik a horizont fölé, a tél legalább 5-6 hónapig tart. A Földön ebben a zónában a legnagyobb az évi közepes hőingás (egyes területeken +30 °C-os nyári maximummal és -70 °C-os téli minimummal a különbség a 100 °C-ot is elérheti). A legmelegebb hónap középhőmérséklete 10–18°C, az évi középhőmérséklet 10 és 0°C között alakul úgy, hogy a havi átlaghőmérséklet legalább nyolc hónapon át +10 °C alatt marad. A rövid nyár meleg és csapadékos. A tavasz és az ősz egyaránt nagyon rövid (néhány hetes). Általánosságban elmondható, hogy a tajga erdőségei a júliusi +10 °C-os, alkalmanként +9 °C-os hőmérséklet vonalától délre húzódnak. A déli határvonal helyzetét a csapadék mennyisége határozza meg. Ekképpen az északi féltekén a tajga a mérsékelt égöv északi pereme; a tajga és a tundra határa egyúttal a mérsékelt és a hideg éghajlati öv határa is.

### Csapadék
A tajgán az éves csapadék évi 200–750 mm. Ennek többsége a nyári hónapokban hulló eső, de lehet köd, illetve hó is. Az éves párolgásnál még ez a kevés is több, ezért a vegetáció sűrű. A tajga északi részein a hótakaró akár kilenc hónapig is megmaradhat.
Bár a csapadék viszonylag kevés, az éghajlat nedvesnek számít, mert a hideg miatt a párolgás is csekély. Azokon a helyeken, ahol az éves csapadék kevés, a tajgát a júliusi +15 °C-os hőmérséklet vonaltól délre a nyílt sztyepp fás területei válthatják fel, de a tajga általában eléri a júliusi +18 °C-os hőmérséklet vonalát is – olyan helyeken, ahol az éves csapadék még több (Távol-Kelet és Észak-Mandzsúria), a júliusi +20 °C-ost is. A melegebb területeken a tajga élővilága változatosabb, mint északon. A tajga melegkedvelő fái:
- koreai cirbolya (Pinus koraiensis),
- jezo-luc (Picea jezoensis),
- mandzsu jegenyefenyő (Abies holophylla).

Az éves csapadékösszeg alapján jól elkülöníthető a tajga két típusa:
- a hideg-óceáni (csapadékosabb) és
- a hideg-kontinentális (szárazabb).

### Földrajzi helyzete
Az eurázsiai hideg-óceáni típus Skandináviától Nyugat-Szibérián át a Jenyiszej folyóig tart, a hideg-kontinentális Kelet-Szibériában a Jenyiszejtől keletre (aztán a Távol-Keleten ismét a hideg-óceáni típus váltja fel, immár a Csendes-óceán hatására).
Észak-Amerika csendes-óceáni partvidékén és Ázsia különösen csapadékos részein a tajga fokozatosan mérsékelt övi tűlevelű esőerdővé alakul, Kelet-Ázsiában pedig széleslevelű mérsékelt övi erdőkbe megy át. A tűlevelű és a lombos erdők határán elegyes erdőkben keverednek a két zóna jellemző fái; magában a tajgában a lombos fák közül csak a nyírek élnek meg.
A Würm-glaciális erősen befolyásolta a tajga öv helyzetét. Azokon a helyeken, ahonnan a növényzet visszahúzódott, a mélyedésekben gyakran tavak, mocsarak, mocsaras síkságok, tőzeglápok alakultak ki.
A déli mérsékelt égövben nem alakult ki tajga vagy ahhoz hasonló biom, aminek két fő oka:
- az ennek megfelelő éghajlatú területeket csaknem mindenhol tenger borítja;
- a fenyőfélék (Pinaceae) a déli féltekén nem terjedtek el.

## Talajai
A tajga talajaiban többnyire kevés a tápanyag. A talaj A szintje vékony, és a mérsékelt övi lombhullató erdőkben megszokottnál kevesebb benne a humusz. Ennek okai:
- az avar utánpótlása lassú (a tűlevelek több évig a fán maradnak);
- a hideg akadályozza a talajflóra életét, megnehezíti a tápanyagfelvételt,
- a viaszos tűlevelek lassan bomlanak le.

A lehullott levelek és mohák hosszú ideig maradhatnak az erdő talaján az éghajlatra jellemzően nedves, hűvös környezetben. Az örökzöld tűlevelek elsavanyítják a talajt, aminek fejlődésében meghatározó a kimosódás (kilúgozás) és az agyagásványok szétesése (podzolosodás). Az ilyen talajon leginkább zuzmók nőnek és néhány mohafaj. Mivel kevés benne a tápanyag, mezőgazdasági művelésre alkalmatlan.
A tajga talajának biológiai változatossága a legtöbb erdőtársulásénál kisebb. Sok helyütt jellemző a tőzegesedés, a talaj szinte az egész évben fagyott.
A tűlevelű erdők alatt podzol (szürke erdőtalaj) alakul ki. Fejlődésének fő folyamata a kilúgzás (kimosódás); a podzolosodás lényege az agyagásványok szétesése;  másik jellemzője a kelátosodás tehát a kelátok képződése. Típusai:
- glejes podzol,
- humuszos podzol,
- vasas podzol.

Intrazonális talajai a szology- és láptalajok (Keveiné). A tajgákban, illetve belőlük kialakuló lápok között sík- és dagadólápok egyaránt előfordulnak.

## Szerkezete, szintjei

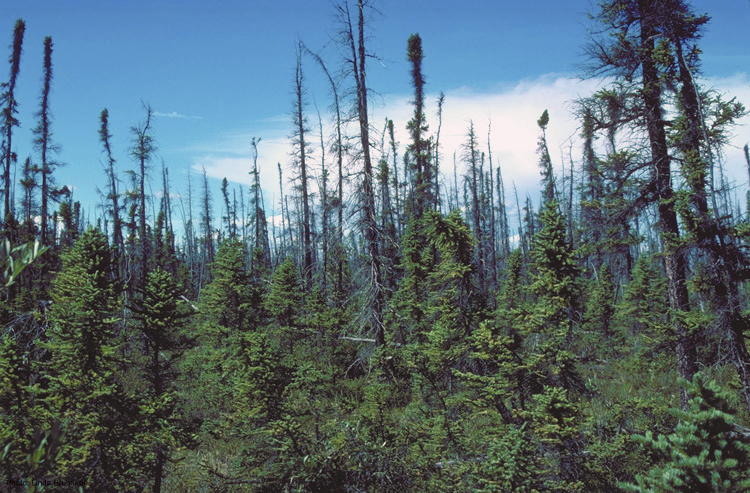
Fenyőfák az alaszkai tajgán

A tajga lombkoronaszintje többnyire zárt; kevés fényt enged át. Ennek megfelelően a cserjeszint és a gyepszint is fejletlen, a mohaszint viszont akár 30–40 cm vastag is lehet. A zuzmószint is igen gazdag. A moha-, illetve zuzmószint fejlettsége alapvetően a csapadék mennyiségétől függ: a szárazabb erdők aljnövényzetének uralkodó növénye a rénzuzmó (Cladonia spp.), a közepesen nedves helyeken viszont tömegesen tűnnek föl a mohák:
- emeletes moha (Hylocomium splendens),
- pirosszárú moha (Pleurozium schreberi),
- seprűmoha (Dicranum spp.),
- strucctollmoha (Ptilium crista-castrensis), illetve
- májmohák (a leveles májmohák (Jungermanniopsida) közé tartozó Scapaniaceae és Calypogeiaceae családok fajai);

a legcsapadékosabb tajgákben pedig a tőzegmohák (Sphagnum spp.).
A mohák egy része epifiton (ezek többsége a lomblevelű elegyfákon telepszik meg); mások a korhadó fákon élnek. A legfontosabb epifiton zuzmók:
- Duzzadt tányérzuzmó (Hypogymnia physodes),
- Pseudoevernia spp.,
- Alectoria spp.,
- szakállzuzmó (Usnea spp.).

Szerkezetük és fajösszetételük alapján különböztetjük meg a tajga típusait:
- sötét tajga,

- világos tajga,

- hegyi tajga,

- tőzeges-lápos tajga (Keveiné).

## Eurázsiai tajga
Az eurázsiai tajgának rendszerint két fő fajtáját különböztetik meg. A zárt lombú erdőkben a fák koronája összefüggő tetőt alkot, a talajt moha borítja. A zuzmós erdőkben a fák távolabb állnak egymástól, a talajt zuzmó borítja. Az utóbbi a tajga legészakibb területein gyakori.
A tajga növényvilágában dominálnak a tűlevelű fák:
- vörösfenyő (Larix spp.),
- lucfenyő (Picea spp.),
- erdeifenyő (Pinus sylvestris).

A növények nagy része a hideg időjárást elviselő örökzöld, a hideget legjobban tűrő fa azonban a lombhullató vörösfenyő. A tajga fáinak gyökérzete általában nem nyúlik mélyre, körülbelül egy méter mély az a vékony talajréteg, amely nem marad egész évben jéggé fagyva. Sok itt élő növény évszakonként megváltoztatja biokémiai viselkedését, megkeményedik, megszilárdul, és ennek következtében jobban ellenáll a fagynak. A keskeny kúp alakú, lefelé hajló lombozat segíti a hó lepergetését.

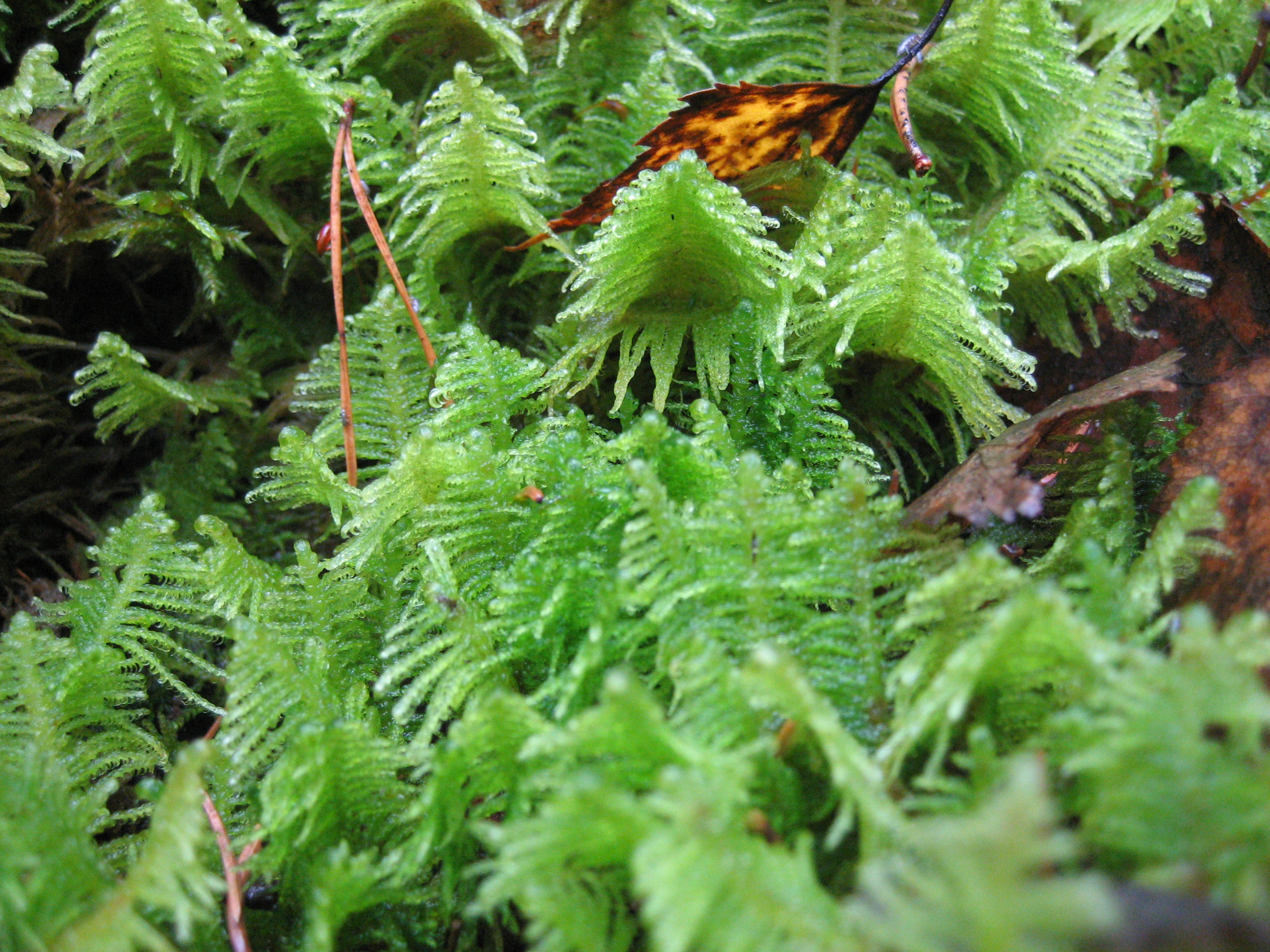
Moha a tajga talaján

Mivel a Nap az év nagy részében a horizonthoz közel jár, a növények nehezen merítenek energiát a fotoszintézisből. Az erdeifenyő és a lucfenyő nem dobja le évszakonként régi leveleit, hanem a régebbi levelekkel fotoszintetizál tél végén és tavasszal is, amikor a napfény már megfelelő, de még túl hideg van újabb levelek hajtásához. A tűlevelek kisebb felülete csökkenti a növényből pára formájában távozó víz mennyiségét; és mivel sötétzöldek, több napfényt nyelnek el. Bár a csapadék mennyisége megfelelő, a téli hónapok alatt a talaj megfagy, és a növények gyökerei nem tudnak vizet felszívni. A tél végére az itt élő növényeket komolyan veszélyeztetheti a kiszáradás.
Bár a tajga növényvilágát a tűlevelűek uralják, előfordulnak itt a zárvatermők is. Megemlítendő közülük a nyír, a nyárfa, a fűz és a berkenye. Sok más kisebb lágyszárú növény is nő a talaj közelében: a cserjeszint uralkodó növénye az áfonya:
- fekete áfonya,
- vörös áfonya.

A fűfélék nőnek mindenütt, ahová egy kis napfény elér — többnyire a tisztásokon. A mohaszint általában fejlett: a mohák és zuzmók a nyirkos talajon, valamint a fatörzseken telepszenek meg. A mohaszint növekedése erősen szezonális; a csapadék eloszlását követi.

### Sötét lucos tajga
A sötét lucos tajga Európa északi részén terjedt el. Karakterfajai:
- közönséges luc (Picea abies),
- szibériai luc (Picea obovata),
- szibériai jegenyefenyő (Abies sibirica),
- szibériai cirbolyafenyő (Pinus cembra) .

A mohás lucerdők cserjeszintjében sok az európai faj. Jellemző rá a nyers humusz felhalmozódása és a mocsarasodás, ezek együttese fokozatosan tőzegképződéshez vezet. Fontos altípusa a sík terepen kialakuló szőrmohás lucerdő, amely fokozatosan elláposodva tőzegmohás lucerdővé alakulhat.

### Világos erdeifenyő tajga
A világos erdeifenyő tajga a tápanyagszegény, homokos talajok növényzete. Gyakorlatilag egyetlen fája az erdeifenyő (Pinus sylvestris). Speciális változata a zuzmós erdeifenyő erdő.

### Világos vörösfenyő tajga
Világos vörösfenyő tajga erdőalkotó fája a dauriai vörösfenyő (Larix gmelinii). Ennek vályogos, illetve meszes talajokon kifejlődő változata a vörösáfonyás vörösfenyő erdő. Ha viszonylag sok a  csapadék, a podzolosodott homoktalajokon ezt a nedves vörösfenyő erdő váltja fel. Ezek elláposodásával alakul ki a mohos vörösfenyő tajga és a tőzegmohás vörösfenyő tajga.

## Észak-amerikai tajga

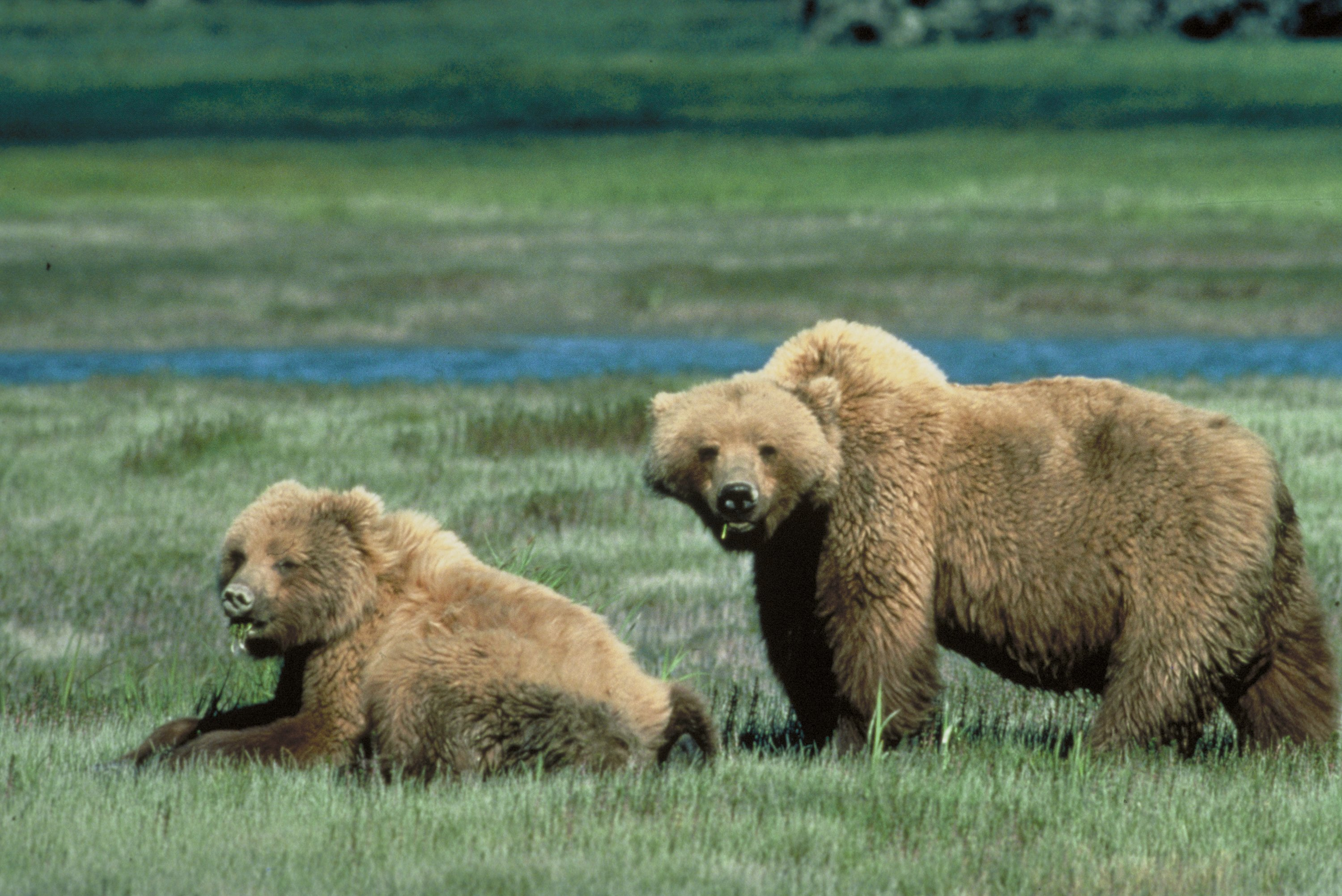
Grizzly medvék

Az észak-amerikai tajga lényegesen fajgazdagabb az európainál. Domináns fái a tűnyalábos fenyő és a lucfenyő egy-két faja, de ezekkel elegyesen szép számmal nő:
- balzsamfenyő (Abies balsamea),
- duglászfenyő (Pseudotsuga menziesii) és
- cukorjuhar (Acer saccharum) is.

A kanadai fekete lucosokban a fák — domináns faj: kanadai fekete luc (Picea mariana) — és a mohaszint nettó primér produkciója egyaránt 70–150 g/m².
A szürke lucosokban a fák — domináns faj: szürke luc (Picea glauca) — nettó primér produkciója 200–400 g/m²; a mohaszinté 70–150 g/m².
A fenyvesek közé ékelődő lomblevelű erdőfoltokban (nyíresekben, nyárasokban) a mohaszint nettó primer produkciója csekély (4–6 g/m²); a papiros nyíresekben (domináns faj: papírnyír) egyenesen elenyésző.

## A tajga természetes megújulása

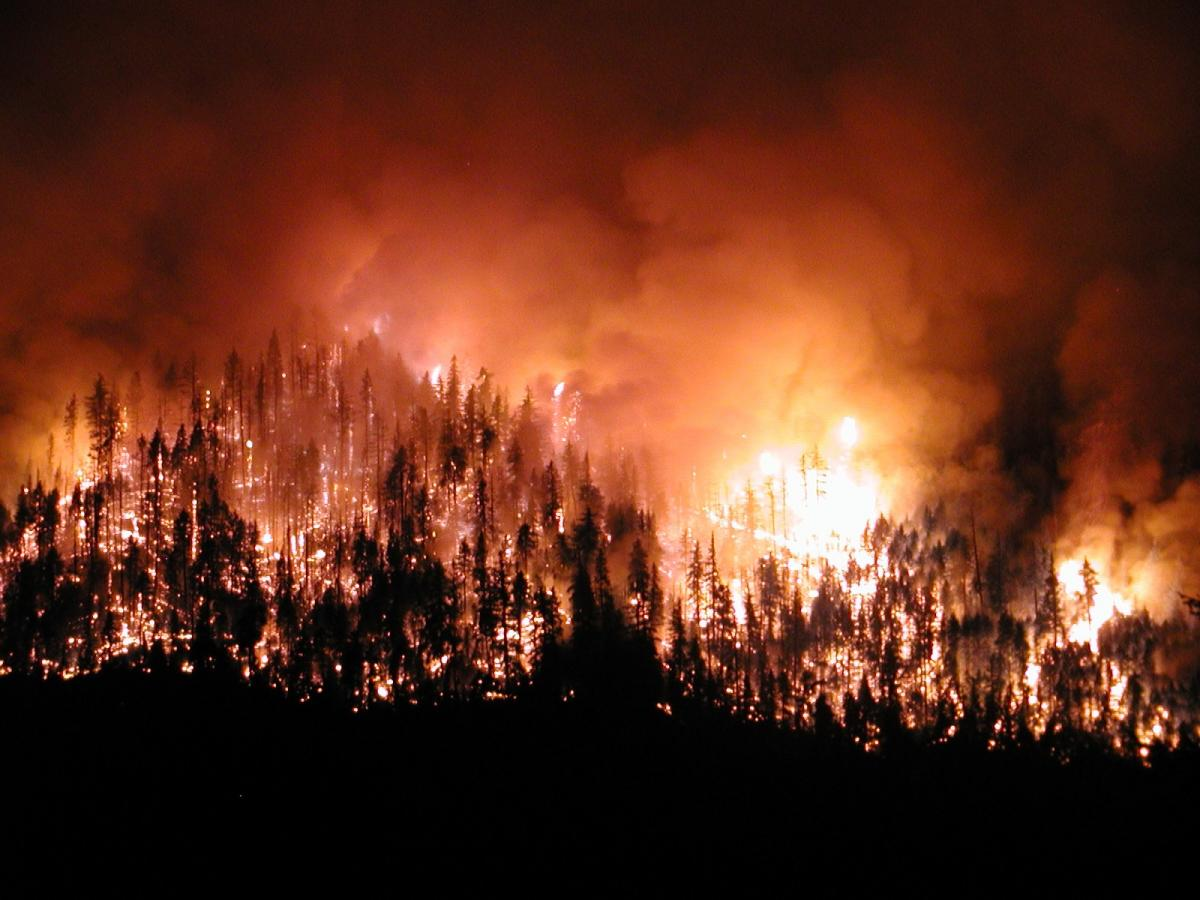
Lángoló fenyőerdő.
Az erdőtüzek pusztulást és új életet is jelentenek a tajgának

A tajgát rendszeresen pusztítják erdőtüzek, lehetővé téve a napfény beáramlását. Ez a napfény a talajszint közelében is felpezsdíti az életet. Az erdőtűz egyenesen feltétele némely élőlény életben maradásának, illetve szaporodásának. A Banks-fenyő tobozai csak erdőtűz után nyílnak fel, amikor az elszórt magvakból csírázó növénykék elég napfényhez jutnak a megtisztított erdőtalajon.
A moha-, illetve zuzmószint megújulásának szokásos folyamata erdőtűz után:
1. 1–3 év, nyers talaj:
- csillagos májmoha (Marchantia polymorpha),
- parázsmoha (Ceratodon purpureus)

2. 3–10 év, kéregzuzmók:
- Lecidea spp.,
- Polytrichum juniperinum,
- Polytrichum piliferum.

3. 10–30 év, tölcsérzuzmó állapot (bodros tölcsérzuzmó, Cladonia crispata)
4. 30–80 év, 1. rénzuzmó állapot (Cladonia rangifera).
5. 80 év után 2. rénzuzmó állapot csillagos rénzuzmó (Cladonia stellaris).
Az aljnövényzetben a zuzmók dominanciája viszonylag gyakori erdőtüzekre utal; ha az erdő ritkábban ég le, a fák alatt évelő mohagyep alakul ki ebzuzmókkal (Peltigera spp.). Ha az erdőtűz végképp nagyon ritka, az aljnövényzetet a tőzegmohák (Sphagnum spp.) uralják el, amit többnyire a lucos elláposodása követ.
A moha- és zuzmószint(ek)ben a biomassza nettó primér produkciója az 1. rénzuzmó (Cladonia rangifera) állapotban a legnagyobb; ekkor a zuzmótakaró vastagsága többnyire 4–6 cm. Legnagyobb (10 cm-t is meghaladó) vastagságát a 2. rénzuzmó állapotban (Cladonia stellaris) éri el; ekkor a zuzmószint fitomasszája mintegy 300 g/m².

## Állatvilága

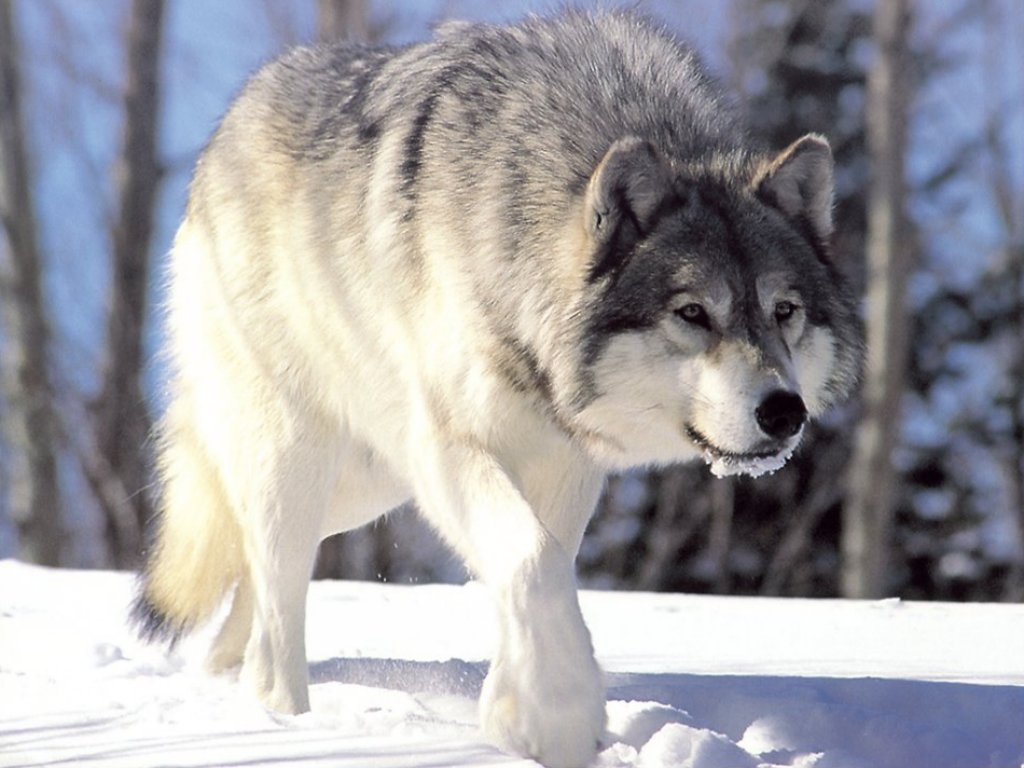
Farkas

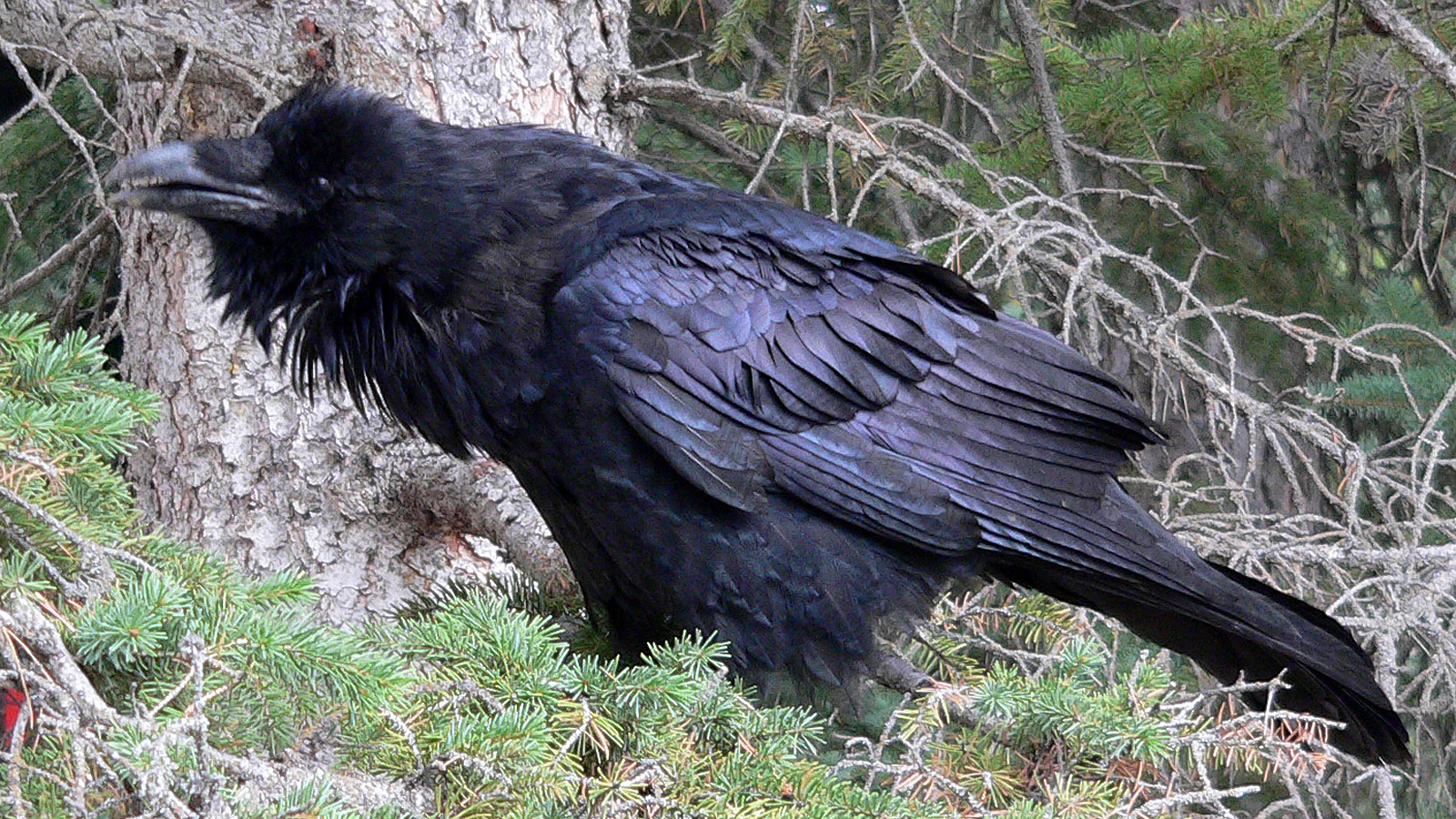
Holló

A tajga számos nagy testű növényevő emlősnek (rénszarvas, ) és kisebb rágcsálónak ad otthont. Ezek az állatok változatos módokon alkalmazkodtak a könyörtelen éghajlathoz:
- némely nagyobb testű emlős, mint például a medve, nyáron megfelelő súlyt szed magára, és télen hibernációszerű téli álomba merül.
- más állatok réteges bundát vagy tollazatot növesztenek, ezzel szigetelik magukat a hidegtől.
- számos madár télire melegebb éghajlatra vándorol (miután a rövid nyár gazdag rovarvilága megfogyatkozik).

Elterjedt a színalkalmazkodás a legtöbb emlős, illetve madár télire fehér bundát, tollazatot ölt (ez többnyire vastagabb, sűrűbb is).
Az éghajlatnak köszönhetően a húsevő életmód szűkös energiát biztosít. A rágcsálókra vadásznak a kisebb ragadozó emlősök és a ragadozó madarak.
A nagyobb húsevők, mint a hiúz (Lynx spp) és a farkas (Canis lupus), nagyobb állatokat is elejtenek – alapvetően az öreg, beteg vagy más okból legyengült példányokat.
Elég gyakoriak a mindenevők; ezek (életmódjuk alapján ide értve a medvéket is) az emberi hulladékot is gyakran elfogyasztják.
Télire sok állat vastag, értékes téli bundát ölt. A prémvadászok zsákmányállatai főleg a menyétfélék (Mustelidae). A 20. században a vadászat helyét mindinkább a prémes állatok nagyüzemi tenyésztése vette át.
Különösen gazdag a tajga madárvilága. Körülbelül 300 madárfaj tölti a nyarat a tajgán, de közülük csak 30 telel ott át.
A kétéltű- és hüllőfauna rendkívül szegényes.

### Eurázsiai tajga

#### Emlősök
Kisebb ragadozó emlősök:
- rókák (Vulpini) és,
- menyétformák' (Mustelinae); közülük különösen:

- - európai nyérc (Mustela lutreola),

- - hermelin (Mustela erminea),
  - coboly (Martes zibellina),
  - nyuszt (Martes martes) (Keveiné),

#### Madarak
A mocsaras területekre jellemző a nyírfajd (Lyrurus tetrix).; a tavak környékén:
- récefélék (Anatidae), mint például
  - kis bukó (Mergellus albellus)
- búvármadarak (Gavia spp.)

A ragadozó madarak főleg:
- bagolyfélék (Strigidae) és
- ölyvformák (Buteoninae).
- Egyes fajaik dögevők. A nagyobb termetűek viszonylag nagyobb emlősöket is elejthetnek. Tipikusan ilyen:
  - a szirti sas (Aquila chrysaetos),
  - a gatyás ölyv (Buteo lagopus),
  - a holló (Corvus corax).

A bagolyfélék között sok a nappali faj.
Költöző madarak:
- a szibériai földirigó (Zoothera sibirica),
- a fehértorkú verébsármány (Zonotrichia albicollis) és
- a feketetorkú lombjáró (Dendroica virens)

Magevők:
- fajdformák (Tetraoninae), mint például:
  - siketfajd (Tetrao urogallus) és
- pintyfélék (Fringillidae), mint például:
  - keresztcsőrű (Loxia curvirostra).

### Észak-amerikai tajga

#### Emlősök
A kanadai északi erdőségek nagy testű kérődzői:
- rénszarvas (karibu, Rangifer tarandus),
- jávorszarvas(Alces alces),
- pézsmatulok (Ovibos moschatus).

Ezek a nyarat jellemzően északon, a tundrán töltik, és télire húzódnak vissza az erdőségekbe.
Nagyobb ragadozó emlősök:
- grizzly medve (Ursus arctos horribilis),
- barna medve (Ursus arctos),
- fekete medve (Ursus americanus),
- rozsomák (Gulo gulo),
- hiúz (Lynx lynx),
- szürke farkas (Canis lupus),

További, jellemző emlősök:
- mókusok (Sciurini),
- mosómedve (Procyon lotor).
- szkunk (Mephitis mephitis).
- kanadai vidra (Lontra canadensis).

#### Madarak
- keresztcsőrű (Loxia curvirostra).

#### Rovarok

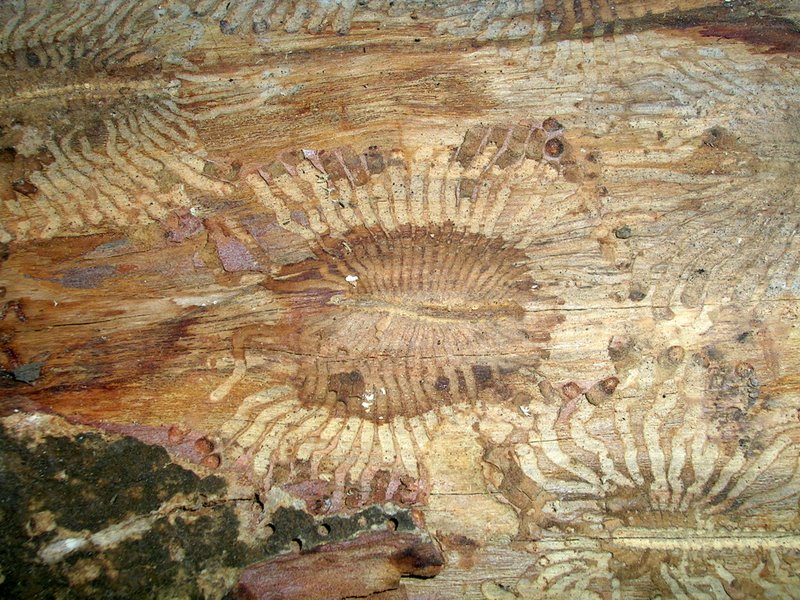
Kártevő rovarok vájta járatok

Az elmúlt években a Yukon-térségben:
- Kanadában és Alaszkában rengeteg kárt okozott az erdőségekben a spruce-bark beetle (kb. lucfenyőszú - Dendroctonus rufipennis).

További rovarkártevők:
- nyárfaaknázó moly (aspen-leaf miner, Phyllocnistis populiella),
- vörösfenyő-levéldarázs (larch sawfly, Pristiphora erichsonii) ,
- lucrügymoly  (spruce budworm, Choristoneura fumiferana),
- luctobozmoly  (spruce coneworm, Dioryctria reniculelloides).

## Fordítás
- Ez a szócikk részben vagy egészben  a   Taiga című angol Wikipédia-szócikk fordításán alapul.  Az eredeti cikk szerkesztőit annak laptörténete sorolja fel. Ez a jelzés csupán a megfogalmazás eredetét és a szerzői jogokat jelzi, nem szolgál a cikkben szereplő információk forrásmegjelöléseként.